# Reventlou-Beseler-Denkmal

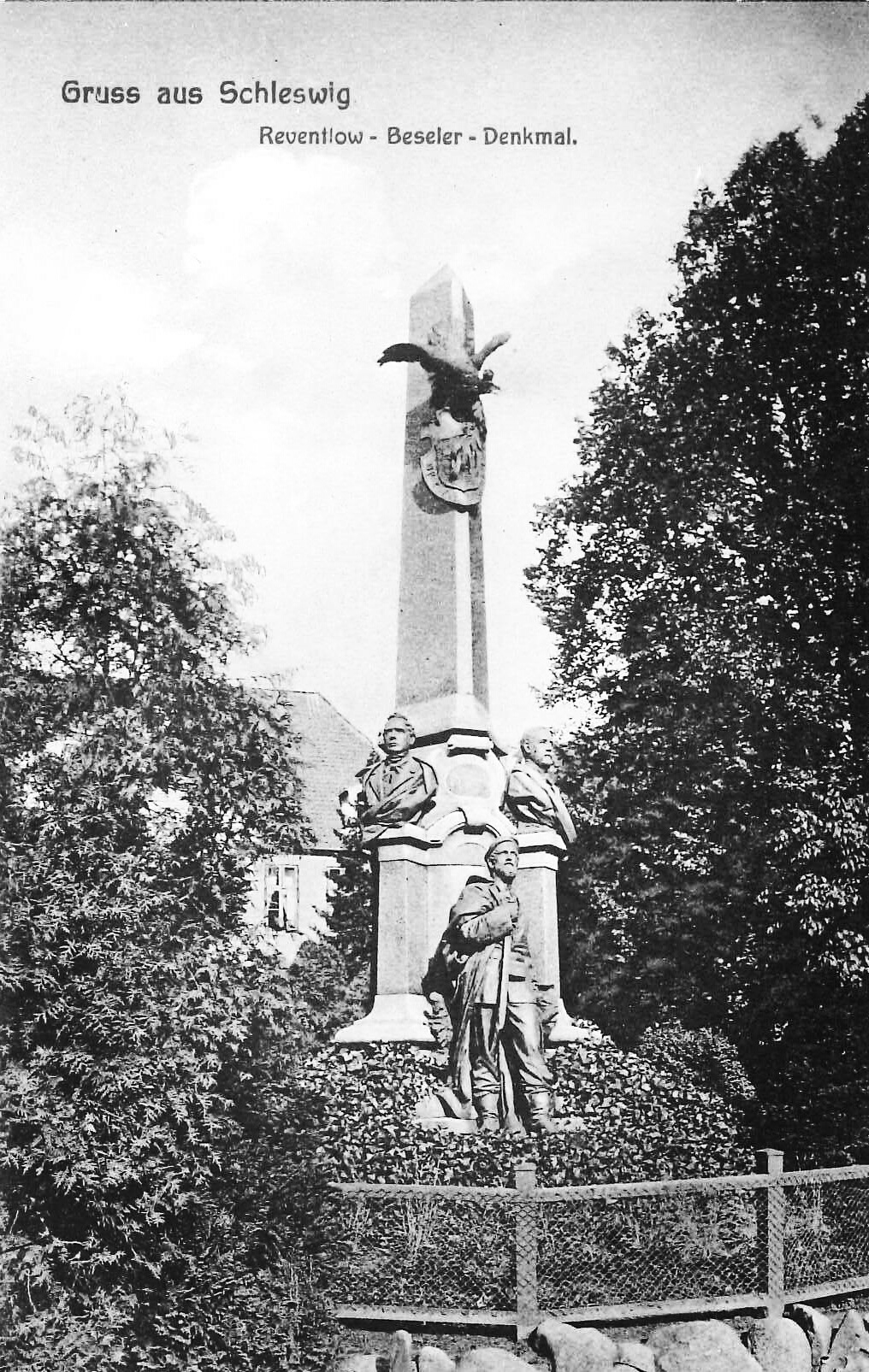
Reventlou-Beseler-Denkmal, um 1910

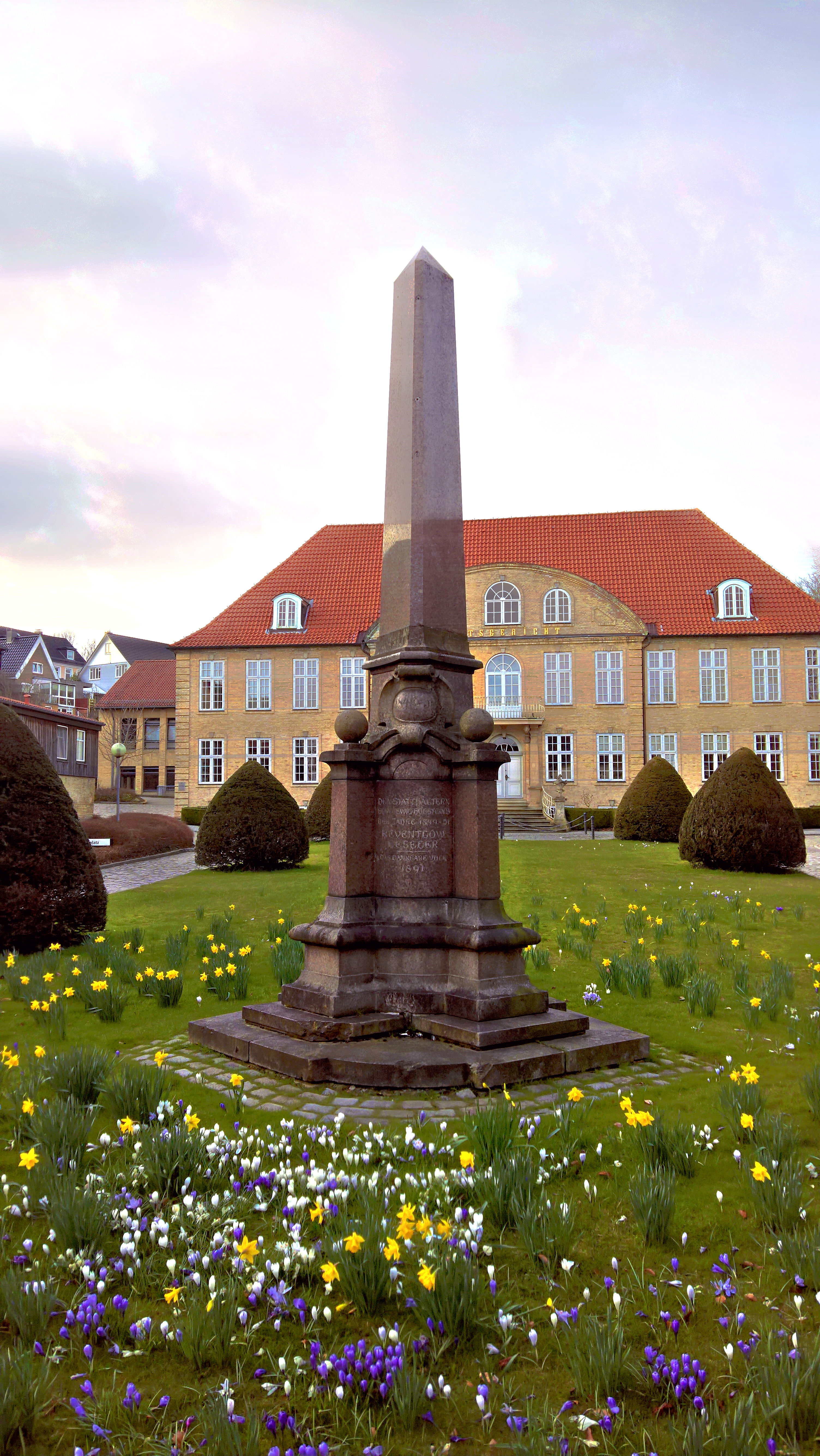
Denkmal (2017)

Das 1891 errichtete Reventlou-Beseler-Denkmal in Schleswig erinnert an die gescheiterte Schleswig-Holsteinische Erhebung von 1848. Die Lösung der Herzogtümer Schleswig und Holstein von Dänemark gelang erst 1864 durch Preußens (und Österreichs) Sieg im Deutsch-Dänischen Krieg.

## Vorgeschichte
Für die Schaffung dieses Denkmals hatte sich ein Komitee unter Rochus von Liliencron und Major v. Jeß eingesetzt. Zu den jahrelang gesammelten Spendengeldern gab der Provinziallandtag einen Zuschuss von 9.000 Mark. Insgesamt 17.000 Mark standen zur Verfügung. In dem ausgelobten Wettbewerb wurde kein geeigneter Entwurf gefunden. Liliencron, der zugleich auch in Eutin die Leitung eines Komitees für die Errichtung eines Denkmals für Carl Maria von Weber innehatte, konnte den Schöpfer dieses Werks, den Bildhauer Paul Peterich, dazu bewegen, für Schleswig einen neuen Entwurf des Reventlou-Beseler-Denkmals zu fertigen. Dieser wurde angenommen. Peterich verpflichtete sich das Monument für 17.000 Mark zu erstellen.

### Lage
Das Gelände vor dem Heespen-Hof wurde vom Fiskus unter Vorbehalt des Widerrufs zur Verfügung gestellt. Das Denkmal war ein dreiseitiger Obelisk aus poliertem rötlichen Granit. Es erhob sich in der Mitte einer Grünfläche vor dem Amtsgericht Schleswig. Der Obelisk ruhte auf einem hohen Sockel und einem Unterbau. Links und rechts standen die Namen der Statthalter der Erhebungsjahre 1849–1851: Wilhelm Beseler und Friedrich von Reventlou. Die Vorder- und die Rückseite des Sockels trugen die Inschrift:

### Einweihung
Am 24. Juli 1891, dem Gedenktag des Sängerfestes von 1844, fand die Einweihung des Denkmals mit einem Festzug ab dem Kanonendenkmal (damaliger Standort: Gottorfer Kreuz; eingeschmolzen im Zweiten Weltkrieg) statt. Hauptpastor Schnittger enthüllte das Denkmal und hielt die Festansprache. Baron von Liliencron übergab die Anlage an die Stadt. Chorgesang und das Schleswig-Holstein-Lied beschlossen die Feier.

### Bedeutung
Das 1891 errichtete Denkmal ist insofern einmalig, als der Preußenadler und das Wappen Schleswig-Holsteins zum ersten Mal auf einem offiziellen Denkmal fast gleichberechtigt benutzt werden. Das Wappen galt nur als inoffizielles Wappen der Provinz Schleswig-Holstein.

### Reste
Die Büsten der beiden Statthalter, die Gestalt des Soldaten am Sockel und der preußische Adler mit dem schleswig-holsteinischen Wappen wurden im Zweiten Weltkrieg eingeschmolzen. Erhalten ist nur der Obelisk mit den Inschriften.